# Cacilda Becker
Cacilda Becker Iaconis (Pirassununga, 6 aprile 1921 – San Paolo, 14 giugno 1969) è stata un'attrice brasiliana. 
Protagonista di numerosi spettacoli del Teatro Brasileiro de Comédia, è considerata da alcuni critici la maggiore attrice della storia del teatro brasiliano.

## Biografia
Da ragazza studiava danza e lavorava per mantenere la famiglia. Fece il suo debutto ufficiale nel 1941 in due spettacoli portati in scena al Teatro do Estudante do Brasil, e lo stesso anno iniziò a recitare nei radiodrammi. Lavorò poi in varie compagnie, e nel 1948 divenne la prima attrice professionista ad essere scritturata dal Teatro Brasileiro de Comédia. Con la compagnia diretta da Adolfo Celi ottenne la sua consacrazione in Pel di Carota di Jules Renard;  confermò il suo successo presso critica e pubblico grazie alle sue interpretazioni in Sei personaggi in cerca d'autore di Luigi Pirandello, nell'allestimento di Luciano Salce della Signora delle camelie di Alexandre Dumas figlio, e nell'innovativa  Antigone diretta da Celi, che aveva messo insieme la versione di Sofocle e quella di Jean Anouilh.
Nel 1947 apparve per la prima volta sul grande schermo, in Luz dos Meus Olhos; tre anni dopo fu scelta da Salce come protagonista della pellicola Floradas na serra.
Nel 1957 lasciò il Teatro Brasileiro de Comédia, e nel 1958 fondò una compagnia propria. Nel 1965 ricevette la medaglia d'oro come migliore attrice dall'Associazione brasiliana dei critici teatrali (ABCT) per le sue interpretazioni in  La notte dell'iguana di Tennessee Williams e in Il prezzo di un uomo di Stève Passeur.
Con l'avvento della dittatura militare lo spazio per la libertà d'espressione si restrinse sempre di più e Cacilda, divenuta nel frattempo presidentessa della Commissione Teatro di Stato di San Paolo, si pose in prima linea a combatterla, venendo quindi licenziata dalla Rede Bandeirantes in quanto "sovversiva"; per nulla scoraggiata, arrivò ad atti di disobbedienza civile come la rappresentazione integrale dello spettacolo Primeira Feira Paulista de Opinião di Augusto Boal, su cui la censura aveva preventivamente effettuato 71 tagli.
Morì prematuramente nel 1969, per le conseguenze di un ictus che l'aveva colpita durante una rappresentazione di Aspettando Godot di Samuel Beckett.

## Vita privata
Fu sposata due volte: la prima col giornalista Tito Fleury, da cui ebbe un figlio, Luiz Carlos (noto come Cuca Becker), e la seconda col collega Walmor Chagas, che adottò insieme a lei una bambina, la futura cantante Clara Becker.

## Omaggi
- Le è stato intitolato un teatro a San Paolo.